# Józef Jarzębski

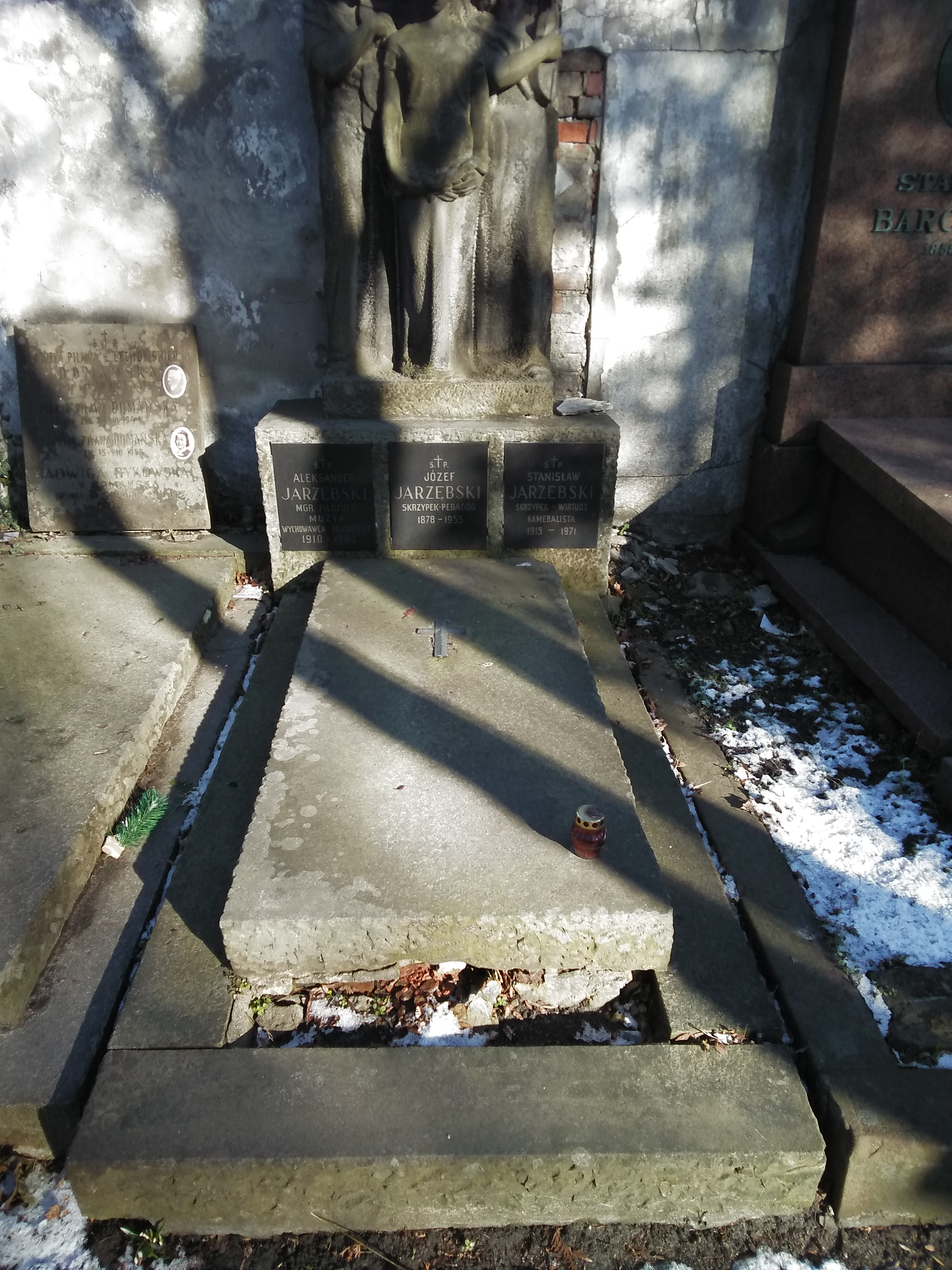
Grób Józefa Jarzębskiego na cmentarzu Powązkowskim

Józef Ludwik Jarzębski (ur. 18 września 1878 w Nieborowie, zm. 4 marca 1955 w Warszawie) – polski skrzypek i uznany pedagog muzyczny.

## Życiorys
Był synem Feliksa i Konstancji z Klattów. Studiował w Konserwatorium Warszawskim skrzypce u E. Stillera i S. Barcewicza, kontrapunkt u Z. Noskowskiego. Dyplom uzyskał w 1899. Studiował później eksternistycznie w Konserwatorium Petersburskim (dyplom 1905). W tym okresie uczył w klasie skrzypiec szkoły muzycznej w Tambowie. Od 1908 grał w orkiestrze Moskiewskiego Teatru Operowego. Pracę pedagogiczną kontynuował w Astrachaniu i Żytomierzu.
Po powrocie do Polski w latach 1918–1939 był profesorem Warszawskiego Konserwatorium. W latach 1946–1955 prowadził klasę skrzypiec w PWSM w Warszawie. Wykształcił wielu wybitnych skrzypków, takich jak Grażyna Bacewicz, Zenon Bąkowski, Wacław Niemczyk, Stefan Rachoń, Eugenia Umińska, Tadeusz Wroński, Tadeusz Zygadło.
Grażyna Bacewicz poświęciła Jarzębskiemu pierwszą część 3 karykatur na orkiestrę skomponowanych w 1932.
Został pochowany na cmentarzu Powązkowskim w Warszawie (kwatera PPRK-1-149).

## Ordery i odznaczenia
- Złoty Krzyż Zasługi (dwukrotnie: 10 listopada 1933[5], 22 lipca 1952[6])
- Medal 10-lecia Polski Ludowej (19 stycznia 1955)[7]

## Nagrody
- Nagroda Muzyczna miasta Warszawy (1955)

## Publikacje
- Szkoła na skrzypce – 3 cz. wyd. PWM (1 wydanie 1947–48).